# Villogorgia citrina
Villogorgia citrina är en korallart som beskrevs av Manfred Grasshoff 1999. Villogorgia citrina ingår i släktet Villogorgia och familjen Plexauridae. Inga underarter finns listade i Catalogue of Life.